# Joniec (gromada)
Joniec – dawna gromada, czyli najmniejsza jednostka podziału terytorialnego Polskiej Rzeczypospolitej Ludowej w latach 1954–1972.
Gromady, z gromadzkimi radami narodowymi (GRN) jako organami władzy najniższego stopnia na wsi, funkcjonowały od reformy reorganizującej administrację wiejską przeprowadzonej jesienią 1954 do momentu ich zniesienia z dniem 1 stycznia 1973, tym samym wypierając organizację gminną w latach 1954–1972.
Gromadę Joniec z siedzibą GRN w Jońcu utworzono – jako jedną z 8759 gromad na obszarze Polski – w powiecie płońskim w woj. warszawskim, na mocy uchwały nr VI/10/14/54 WRN w Warszawie z dnia 5 października 1954. W skład jednostki weszły obszary dotychczasowych gromad Aleksandria, Joniec, Joniec Kolonia, Krępica, Osiek, Popielżyn Dolny, Popielżyn Górny, Popielżyn-Zawady, Soboklęszcz, Szumlin i Żołędowo ze zniesionej gminy Szumlin w tymże powiecie. Dla gromady ustalono 20 członków gromadzkiej rady narodowej.
1 stycznia 1959 do gromady Joniec przyłączono obszar zniesionej gromady Królewo (bez wsi Idzikowice i Salamonka) w tymże powiecie.
31 grudnia 1959 z gromady Joniec wyłączono wsie Aleksandria, Popielżyn Dolny i Żołędowo, włączając je do gromady Cieksyn w tymże powiecie; do gromady Joniec przyłączono natomiast wieś Lisewo ze znoszonej gromady Dalanówko w tymże powiecie.
31 grudnia 1961 z gromady Joniec wyłączono wieś Lisewo, włączając ją do gromady Płońsk w tymże powiecie.
1 stycznia 1969 do gromady Joniec włączono wsie Józefowo, Karolinowo, Ludwikowo, Omięciny, Proboszczewice Nowe, Wrona Nowa i Wrona Stara ze zniesionej gromady Wrona w tymże powiecie.
Gromada przetrwała do końca 1972 roku, czyli do kolejnej reformy gminnej. 1 stycznia 1973 w powiecie płońskim utworzono gminę Joniec.